# Рентгенология
Рентгеноло́гия — раздел радиологии, изучающий методы диагностики различных заболеваний с помощью рентгеновских лучей (рентгенодиагностика) и методы лечения заболеваний с помощью рентгеновских лучей (рентгенотерапия). Кроме того, рентгенология изучает воздействие на организм человека рентгеновского излучения и возникающие вследствие этого заболевания и патологические состояния, а также их лечение и профилактику.
Скиалогия (от др.-греч. σκιά — тень) — раздел рентгенологии, изучающий закономерности образования рентгеновского изображения.

## Методики рентгенологического исследования
- Рентгенография
- Рентгеноскопия
- Линейная томография
- Рентгеновская компьютерная томография (КТ)
- Электрорентгенография
- Флюорография
- Рентгенография с прямым увеличением изображения

- Специальные методики рентгенологического исследования:
- маммография
- ортопантомография
- методика с применением искусственного контрастирования
- диагностический пневмоторакс
- пневмомедиастинография
- диагностический пневмоперитонеум
- пневморетроперитонеум
- пневморен
- бронхография
- ирригоскопия
- холецистография
- холангиография
- экскреторная урография
- цистография
- уретрография
- гистеросальпингография
- артериография
- кардиография
- кимография
- флебография
- лимфография
- фистулография и пр.)[1]